# Hyperaspis protensa
Hyperaspis protensa är en skalbaggsart som beskrevs av Thomas Casey 1908. Hyperaspis protensa ingår i släktet Hyperaspis och familjen nyckelpigor. Inga underarter finns listade i Catalogue of Life.